# Lan hài xoắn
Lan hài xoắn(lan hài râu xanh) (danh pháp hai phần: Paphiopedilum dianthum) là một loài thuộc Họ Lan. Loài lan này được xem là đặc hữu (endemic) của Trung Quốc nhưng gần đây cũng được khám phá mọc ở Việt Nam, như ở Vườn quốc gia Phong Nha-Kẻ Bàng.Thường mọc trong các hốc đá vôi có nhiều mùn tích tụ.

## Hình ảnh

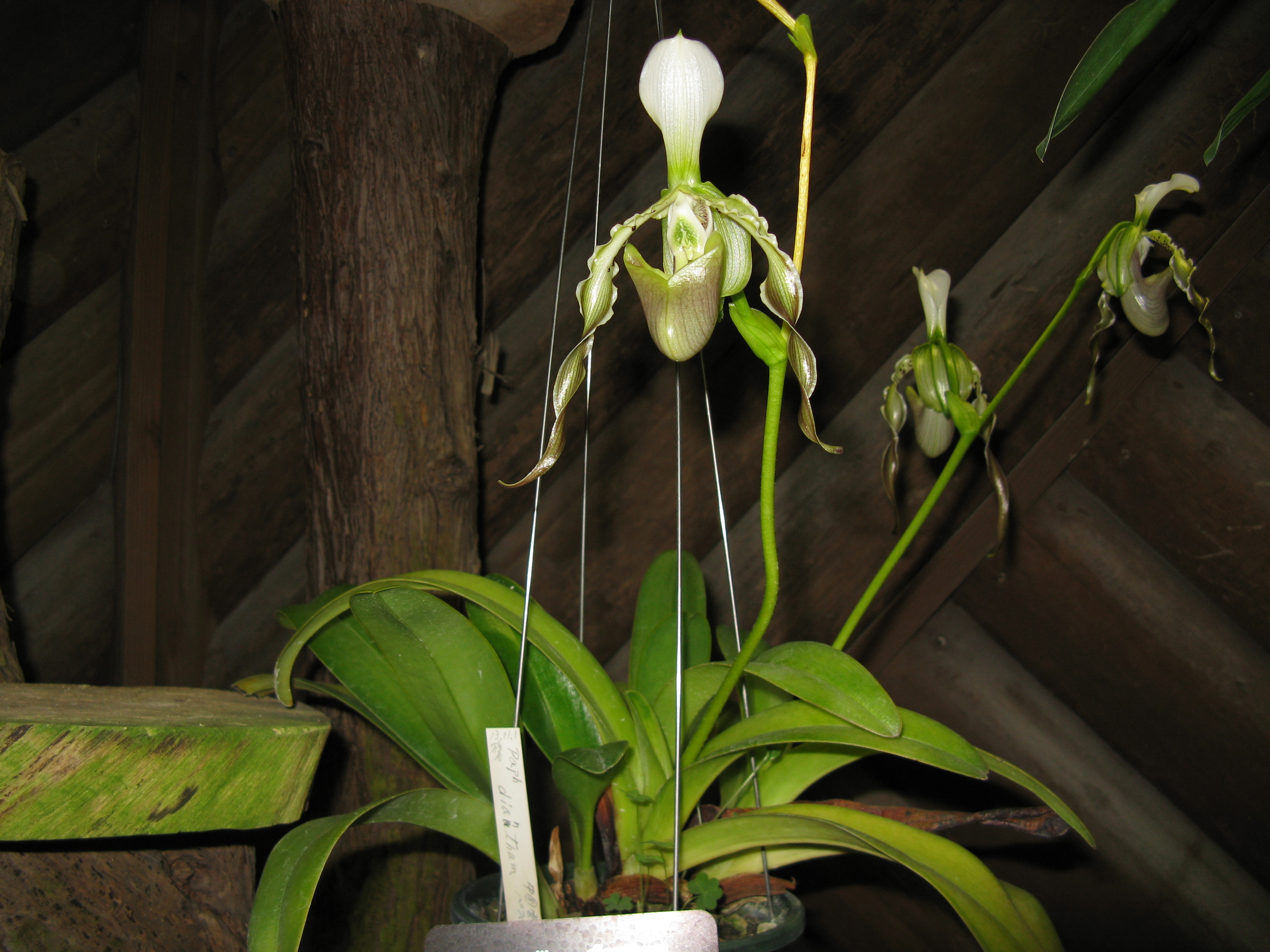
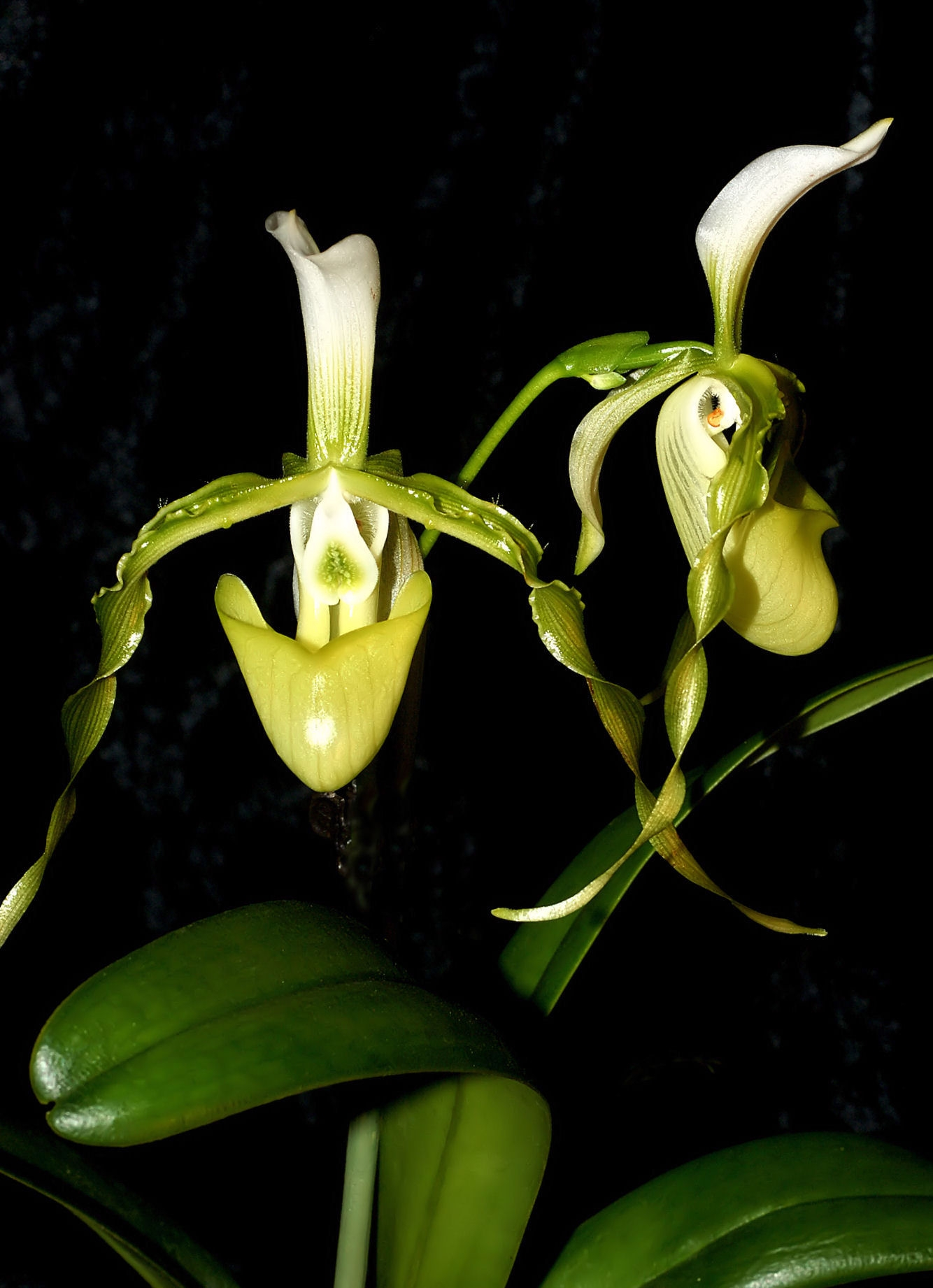